# Johannes Balbus

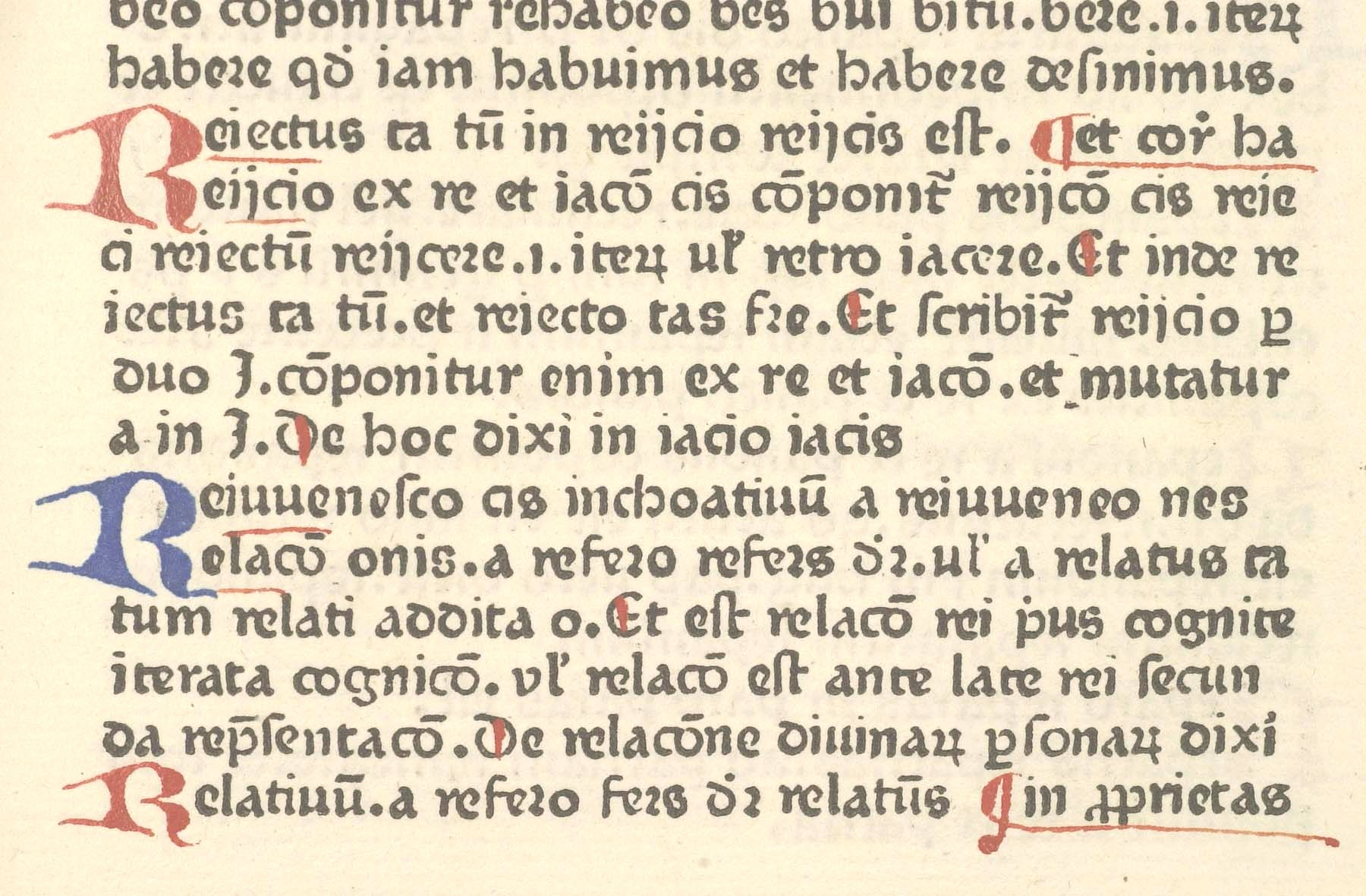
Pagina uit de Catholicon, druk door Johannes Gutenberg

Johannes Balbus (ook geschreven als Januensis de Balbis of Giovanni Balbi; overleden circa 1298) was een Italiaans grammaticus. Hij is vooral bekend door het religieuze woordenboek Summa Grammaticalis, dat meestal het Catholicon genoemd wordt. Over zijn leven is slechts bekend dat hij op latere leeftijd Dominicaan werd, en zijn bezit aan de armen van Genua gaf.
De Catholicon behandelt de grammatica, spelling, etymologie, prosodie en retorica van het Latijn. Het werd meer dan een eeuw als een belangrijk tekstboek over dit onderwerp gezien. Het boek ontving veel lof maar ook kritiek, onder andere van Desiderius Erasmus. Van de Catholicon is in 1460 een druk verschenen van Johannes Gutenberg.

## Andere werken
- Liber Theologiae qui vocatur Dialogus de Quaestionibus Animae ad Spiritum
- Quoddam opus ad inveniendum festa mobilia
- A Postilla super Joannem
- Tractatus de Omnipotentia Dei